# ماجناسيني
ماجناسيني هي قرية تقع في جزيرة أنجوان في جزر القمر. بلغ عدد سكانها 2,628- نسمة حسب إحصاء عام 1991.